# Conocybe subxerophytica
Conocybe subxerophytica är en svampart som tillhör divisionen basidiesvampar, och som beskrevs av Rolf Singer och Anton Hausknecht. Conocybe subxerophytica ingår i släktet Conocybe, och familjen Bolbitiaceae. Arten har ej påträffats i Sverige.